# Ernesto Padrón Blanco
Ernesto Padrón Blanco (Cárdenas, Matanzas, 14 de març de 1948) és un periodista, dissenyador gràfic, dibuixant d'historietes, guionista i director de dibuixos animats d'origen cubà.

## Síntesi biogràfica
Llicenciat en Periodisme en la Universitat de l'Havana. Va ser director de la revista per a nens Zunzún durant quinze anys, i cinc anys de la revista Bijirita. És autor de les sèries de dibuixos animats Los ¿Por qué?, Para Curiosos i Conociendo a Martí. També és creador del personatge d'historietes i de dibuixos animats Yeyín.
Així mateix va laborar en l'argument i com a director assistent, respectivament, en els llargmetratges de dibuixos animats Vampiros en La Habana i Más Vampiros en La Habana.
Va ser Cap de l'equip de propaganda del Front de Divulgació de l'Organització de Pioners José Martí i Director de les revistes per a nens Bijirita i Zunzún. Ha impartit diversos cursos i tallers especialitzats de disseny gràfic, guions per a historietes i animació per computadora. Treballa com a director cinematogràfic en els Estudis d'Animació de l'ICAIC, on ha obtingut com a realitzador, diversos guardons a Cuba i l'estranger.
El 2014 va escriure el guió i dirigit Meñique y el espejo mágico, el primer llargmetratge cubà d'animació amb tecnologia 3D, amb un argument basat en una narració de José Martí.

## Premis
- Premio revista Polònia, 1972.
- Exposició del Llibre IBA–1977, Alemanya.
- Fira Internacional d'Ottawa, Canadà, 1977.
- Premi "OCLAE", 1980.
- Museu del Cartell, Varsòvia, 1990.
- Concurso Caragol de la UNEAC (Premis de guió i direcció) 1999, 2000, 2001.
- Esment Festival Internacional del Nou Cinema Llatinoamericà de l'Havana, 1999.
- Premi Festival de Pel·lícules per a Nens de Guaiana, Veneçuela (2002).